# Janne Lembke

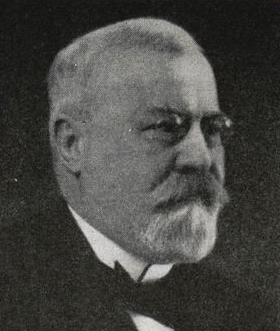
Johan Chtistopher Lembke

Johan "Janne" Christopher Lembke, född den 27 maj 1868 i Ystad, död den 8 juli 1940 i Göteborgs Johannebergs församling, var en svensk nationalekonom.
Lembke blev juris kandidat vid Lunds universitet 1896 och juris doktor 1903. Efter publicerandet av licentiatavhandlingen Über einige Bestimmungsgründe des Arbeitslohnes blev Lembke docent 1899 och var från 1906 sekreterare i Handelskammaren i Göteborg. Lembkes arbete Om sockerbeskattning (1903–1904) bidrog starkt till beskattningens omläggning från skatt på råmaterial till skatt på slutprodukten. Även som ledamot av 1911 års trustkommitté utövade Lembke ett avgörande inflytande på Sveriges sockerfråga. Lembke var 1915–1920 sakkunnig i Jordbruksdepartementet för ärenden rörande sockerproduktionen. Han tillhörde 1919 års tull- och traktatkommitté.
Lembke erhöll ett flertal såväl svenska som utländska ordnar och blev bland annat kommendör av Vasaordens andra klass, riddare av Nordstjärneorden och riddare av danska Dannebrogsorden. Han var vidare ledamot av Kungliga Vetenskaps- och Vitterhetssamhället i Göteborg och utsågs 1928 till hedersledamot av Helsingborgs-Landskrona nation i Lund.